# Fago T7
Il fago T7 è un virus batteriofago che infetta Escherichia coli ed altri batteri enterici.
Esso è costituito da un genoma di DNA a doppio filamento (dsDNA) lineare (virus della Classe I secondo la classificazione di D. Baltimore) con una dimensione di circa 40 paia di kilobasi (kbp). È costituito da una testa icosaedrica e da una coda piuttosto corta. Quando T7 infetta una cellula batterica vi inietta il proprio DNA e di questo vengono, in breve tempo, trascritti i geni che codificano per le proteine precoci (grazie all'azione dell'RNA polimerasi dell'ospite) e quindi tradotti. Una di queste proteine (proteina anti-restrizione di T7) inibisce il meccanismo di restrizione dell'ospite che, come fosse un sistema immune, permette alle cellule di difendersi dall'ingresso di DNA forestiero (estraneo). Tale successione di eventi è rapida in quanto la proteina anti-restrizione di T7 si attiva ancor prima che l'intero genoma fagico sia penetrato nell'ospite. Altre proteine precoci sono degne di nota e tra queste citiamo l'RNA polimerasi di T7 e quelle che inibiscono l'attività dell'RNA polimerasi batterica. L'RNA polimerasi virale infatti è così importante perché riconosce solamente i promotori del genoma del fago. Tale strategia trascrizionale è diversa da quella di altri batteriofagi come, per esempio, T4. Quest'ultimo infatti utilizza l'RNA polimerasi dell'ospite dopo averla modificata in modo che riconosca solo i propri geni e non più quelli per cui era stata prodotta. La replicazione del genoma di T7 inizia in un'origine di replicazione (ori) posta all'interno della molecola e da qui procede nelle due direzioni opposte (si parla di senso bidirezionale). Il fago usa una DNA polimerasi T7-specifica che è una proteina chimerica formata da due polipeptidi di origine diverse: uno prodotto dall'ospite e uno dal fago. Il DNA di T7 come quello di T4 contiene alle estremità sequenze ripetute che servono alla formazione di concatameri. Questi continuano a replicarsi e ad unirsi raggiungendo una lunghezza importante, ma, infine, vengono spezzettati in siti specifici da una endonucleasi del fago così da generare una moltitudine di nuovi genomi virali che verranno poi inseriti nelle teste dei virioni neoformati. Visto che l'endonucleasi poc'anzi citata taglia la teoria di DNA in siti specifici, questi saranno tutti uguali. Questo procedimento differisce da quello di T4 in cui i concatameri di DNA vengono modificati secondo il meccanismo a testa piena producendo permutazioni circolari.